# Henry Phillip Folland
Henry Philip Folland (1889 – 1954) est une personnalité de l'industrie aéronautique britannique disparue. Concepteur d'avions réussis, il a ensuite été industriel, créant une entreprise qui porta son nom.
H.P. Folland est le fils de Mary et Frederick Folland, tailleur de pierres de Cambridge. Il est né dans une fratrie de trois filles et de deux garçons. Après un apprentissage en mécanique automobile il entre en 1912 à la Royal Aircraft Factory de Farnborough comme assistant au bureau d’études du Capt F.M. Green et dessine les SE.2, SE.4 qui atteint la vitesse record de 217 km/h, RE.1 et FE.2A. Avec John Kenworthy et Frank Goodden il conçoit surtout le chasseur SE.5, construit à 5 205 exemplaires durant la Première Guerre mondiale. Il est aussi le concepteur du Ruston Proctor Aerial Target, un avion sans pilote destiné à l’attaque des Zeppelins téléguidé au moyen d’un système mis au point par Archibald Montgomery Low.
En 1917 il quitte la Royal Aircraft Factory pour devenir ingénieur en chef de Nieuport & General Aircraft, et dessine le B.N.1, le bombardier triplan London et surtout le Nighthawk, retenu comme chasseur standard pour la RAF mais qui ne pourra entrer en service en raison d’un problème de moteur. Nieuport & General ferme ses portes en 1920 mais les droits sur le Nighthawk ainsi qu’un stock de pièces détachées sont alors achetés par Gloster Aircraft Company, qui recruta H.P. Folland pour diriger son bureau d’études.
À partir du Nighthawk H.P. Folland réalise une série de monoplaces de courses puis une famille de chasseurs qui assurent l’équipement de la RAF jusque dans les années 1930 : Grebe, Gamecock, Gauntlet et Gladiator. Le chasseur embarqué Gambet est produit sous licence au Japon pour la Marine Impériale comme Nakajima A1N.
En mai 1934 Hawker prend le contrôle de Gloster, qui devient un an plus tard une division de Hawker Siddeley Aviation Group. Folland craignant de ne plus avoir assez de liberté, il démissionne et fonde à Hamble, près de Southampton, la British Marine Aircraft Ltd, qui devient en mai 1937 Folland Aircraft Ltd.
Durant la Seconde Guerre mondiale Folland Aircraft est un simple sous-traitant aéronautique. La guerre terminée H.P. Folland commence à travailler sur un intercepteur léger à réaction, le Fo 139 Midge. Malade, il doit abandonner la direction de son entreprise à W.E.W Petter en 1951 et se retire dans sa maison de Nottingham, où il décède le 5 septembre 1954.
Le Midge fait son premier vol le 11 août 1954. Le Midge a donné naissance au Fo 141 Gnat, biplace en tandem d’entrainement qui fut longtemps utilisé par la patrouille des Red Arrows. 105 Gnat seulement furent construits en Grande-Bretagne jusqu’en 1965, mais 213 ont été produits sous licence par Hindustan Aeronautics Ltd., qui a également développé à partir de cet appareil un chasseur d’attaque au sol, l’Ajeet.
En 1960 Hawker Siddeley Aviation a racheté Folland Aircraft.

## Sources
1. 1 2 3  Flight No 2381 du 10 September 1954
2. 1 2 3  Flight No 609 du 19 août 1920
3. 1 2 3 4 5 6  G Endres